# Limbur Tembesi
Limbur Tembesi is een bestuurslaag in het regentschap Sarolangun van de provincie Jambi, Indonesië. Limbur Tembesi telt 2415 inwoners (volkstelling 2010).